# Parafia Podwyższenia Krzyża Świętego w Giewartowie
Parafia Podwyższenia Krzyża Świętego w Giewartowie – rzymskokatolicka parafia leżąca w granicach dekanatu słupeckiego. Erygowana w XIII wieku.

## Dokumenty
Księgi metrykalne: 
- ochrzczonych od 1945 roku
- małżeństw od 1945 roku
- zmarłych od 1945 roku